# کامونکی، پاکستان
کامونکی (به اردو: کامونکی) شهری در ایالت پنجاب (پاکستان) کشور پاکستان است که در سرشماری سال ۲۰۰۶ میلادی، ۲۰۷٫۳۱۷ نفر جمعیت داشته است.